# 緑の館
『緑の館』（みどりのやかた、原題：Green Mansions）は、ウィリアム・ハドソンによって1904年に発表されたイギリスの恋愛小説である。
1959年には同名タイトルで映画化されている（主演はオードリー・ヘプバーン）。

## 登場人物
アベル
故郷を逃れ、密林に紛れ込んだ青年。リーマに魅了され恋に落ちる。
リーマ
密林に住む妖精のような少女。インディオから魔女と恐れられている。
ヌフロ
リーマと一緒に暮らす祖父。
ル二
インディオの酋長。
クア・コ
インディオの若者。外来の白人アベルの面倒を見る。
クラ・クラ
人のいいインディオの老女。
オラヴァ
クア・コの妹。クラ・クラ婆さんの孫娘。16歳の少女で、兄クア・コや祖母クラ・クラがアベルに、いい娘だから妻にしなさいと頻りに勧める。

## あらすじ
ベネズエラの革命運動に参加した青年アベルは官憲に追われ、イギリス領ギアナ（現在のガイアナ共和国）の密林に逃げ込む。
原住民集落に泊りながら、奥地へ進む途中、金鉱があった場所を思い出し、その場所を訪ねてみたが、金鉱は見当らず、落胆して附近の蛮人集落に向かった。インディオの酋長ルニはアベルの贈物を喜び、彼を村に滞在させた。ある日、彼は単独で遠出をして附近に美しい森があるのを知った。そこには今まで見たこともない植物が繁り、鳥や獣は人間を恐れなかった。集落に戻ってその話をすると、クア・コをはじめとするインディオたちは、あの森は危険だから絶対に近寄るなといった。それを聞いてから、アベルは森に一層興味を持つようになった。
その一方で、アベルはルニやクア・コ、クラ・クラ婆さんなどのインディオ一族の世話にもなっていた。のみならず、クア・コやクラ・クラ婆さんは、クア・コの妹で、16歳のインディオの娘オラヴァを妻にしなさいとアベルに勧める。
ある日、まるで森の妖精のような美しい少女に会う。彼女はリーマといい、祖父のヌフロと一緒に森に住んでいた。ある日、アベルは森で毒蛇に襲われた。ところがリーマが現われ毒蛇をなだめた。しかし、彼がリーマを引き止めようとして、彼女の体にさわった時、怒った毒蛇がアベルに噛みついた。アベルは半狂乱になって森を疾駆し気を失う。
アベルがふと目覚めるとリーマと老人が心配そうに彼の顔をのぞきこんでいた。そこはリーマと祖父ヌフロの小屋だった。アベルとリーマは仲良しになった。二人は森の中をなかよく散歩した。アベルはリーマの身の上話を聞いているうちに、彼女が好きになっていった。いっぽう彼女は死んだ母の土地に憧れていた。その土地は“リオラマ”と呼ばれた。二人は老人を説得して“リオラマ”を訪ねることにした。
老人はリーマの生い立ちを話した。昔、老人が盗賊団の首領だった時、ひとりの美しい婦人を助けた。その人は子供を産み、死んだ。その子供がリーマだった。その婦人は滅亡した民族の最後のひとりで、その民族の土地を訪ねても、今はもう誰もいない。
この話を聞いたリーマは絶望のあまり失心した。失神から恢復したあと、リーマはひと足先に元の森に帰る。その後アベルとヌフロが遅れて森に帰った時、森はルニの一族に襲われ、小屋は焼かれていた。その上、森の魔女として恐れられていたリーマは殺されていた。アベルはリーマを探して森をさまよった。そして、リーマがルニらインディオに殺されたことを知った。
アベルはルニの一族と敵対するマナガの一族を煽って、ルニ一族を全滅に追いやる。

## 日本語訳
- 『緑の館 熱帯林ロマンス』（村山勇三訳、岩波文庫、1937）
- 『緑の館 熱帯林のロマンス』（永井比奈子訳、秋元書房、1959）
- 『緑の館』（青木枝朗訳、三笠書房、1959）
- 『緑の館 熱帯林のロマンス』（守屋陽一訳、角川文庫、1959）
- 『緑の館』（蕗沢忠枝訳、新潮文庫、1959）
- 『みどりの館』（西川清子訳、集英社、1967）
- 『緑の館 熱帯林のロマンス』（柏倉俊三訳、岩波文庫、1972）
- 『緑の館 熱帯林のロマンス』（河野一郎訳、ちくま文庫、1997）